# Magyarországi Vörös Segély
A Magyarországi Vörös Segély (rövidítve VS) 1923-ban a Komintern kezdeményezésére jött létre a Nemzetközi Vörös Segély magyar szekciójaként, a meggyilkolt kommunisták családjainak, illetve az üldözött kommunisták segítésére.

## Feladata, működése
A Magyarországi Vörös Segély segítséget nyújtott azoknak a személyeknek és hozzátartozóiknak, akik a Magyarországi Tanácsköztársaságban vállalt szerepük miatt vagy a Kommunisták Magyarországi Pártjának illegális szervezése közben fogságba estek. Segélyezési célra önkéntes alapon járulékot szedett és alkalmi hozzájárulást gyűjtött. A támogatók között szociáldemokraták és kommunisták mellett voltak polgári személyek is. A VS keretében működő orvosok gyógyszerrel látták el, illetve kórházi kezelésben részesítették a politikai üldözötteket és családtagjaikat. Az 1920-as évek második felében létrejött a szervezet védői testülete, amely jogi segélyt nyújtott a bebörtönzötteknek, illetve gondoskodott a vádlottak bíróság előtti védelméről. 1932-ben hatalmas kampányt szerveztek Sallai Imre és Fürst Sándor életének megmentésére. A próbálkozás sikertelennek bizonyult.
Péter Gábor felesége Simon Jolán, a VS egyik aktivistája segélyezte Rákosi Mátyást börtönévei alatt. 
... a Simon Jolán, az, egy derekabb asszony volt. Az a börtönsegélyezésben részt vett és ő volt Rákosinak is a segélyezője. Könyveket ő küldte, kétszer egy évben amikor lehetett csomagot, karácsonykor meg szentistvánkor.
1937-ben a szervezet megszűnt, és a segélyezés, támogatás a KMP közvetlen szervezésében folytatódott.

## Fontosabb aktivistái
A Magyarországi Vörös Segély vezetésében részt vett Székely Béla, Sallai Imre, Landler Jenő, Martos Flóra, Király Albert, Róth István, Ingusz Rezső, Hámán Kató és mások. A politikai foglyok védelméhez sok segítséget nyújtott Hébelt Ede szociáldemokrata ügyvéd, 1922-26 között nemzetgyűlési képviselő.